# Тизенгаузены
Тизенга́узены (нем. Tiesenhausen) — немецко-балтийский графский и баронский род.
Род внесён в дворянские матрикулы всех трёх прибалтийских губерний и в родословные книги Виленской, Воронежской, Подольской, Рязанской, Саратовской, Санкт-Петербургской и Тверской губерний.

## Происхождение и история рода
Фамилия Тизенгаузен принадлежит к древнейшим и знаменитейшим в Остзейских губерниях.
Происходит из деревни Тизенгаузен (Tiesenhausen) вблизи Нинбурга-на-Везере, откуда Энгельбрехт фон-Тизенгузен, женатый на сестре 1-го епископа рижского Альберта Буксгевдена, с братом Дитрихом переселился в Ливонию (1199). Генрих фон-Тизенгаузен был в числе семидесяти ливонских рыцарей, павших в сражении с литовцами под Ашерадом (09 марта 1279).
Энгельберт и Петер Тизенгаузены были послами рижского архиепископа на Констанцском соборе (1417). Бартоломей Тизенгаузен заключил перемирие между гермейстером Ливонского ордена и городом Ригой (1482).
Георг Тизенгаузен был епископом Ревельским (1524). Политик и историк Генрих Тизенгаузен из дома Берзон (около 1520—1600) составил хронику рода Тизенгаузенов, владевшего к тому времени шестью замками и сорока имениями.
Шведский генерал-майор и эстляндский ландрат Ганс-Генрих фон Тизенгаузен († 1662), возведён королевою шведскою Христиною в баронское Шведского королевства достоинство (07 марта 1654). Его сын Бернард Генрих стал родоначальником графской ветви рода.
Потомки смоленского епископа Готгардт-Иоанна Тизенгаузена († 1669) поселились в Литве и стали писаться не Тизенгаузен, а Тизенгауз (Tysenhaus).
Лифляндский ландрат Георг-Рейнгольд фон-Тизенгаузен участвовал в сдаче Риги на капитуляцию фельдмаршалу графу Шереметьеву и лифляндское дворянство, предводимое Тизенгаузеном присягнуло на верноподданство Петру I (13 июля 1710).
Родоначальником одной из баронских ветвей в России стал Карл Иванович (Карл Готтагард; 1751—?) из дома Линдеберг переселился из Лифляндии в Нарву, где имел собственный дом. Один из его сыновей, Василий, участвовал в декабристском движении.
Ландрат и действительный статский советник Беренд-Генрих фон-Тизенгаузен, грамотой римского императора Франца возведён с нисходящим потомством обоего пола в графское Римской империи достоинство (27 апреля 1759).
Высочайше утверждённым мнением Государственного совета дозволено действительному тайному советнику Павлу Тизенгаузену и его сыновьям: Александру-Эдуарду, Павлу-Фердинанду и Гансу-Генриху-Петру именоваться в России графами и герб их внести в Гербовник в число древнего дворянства, с показанием, что им принадлежит графский титул Римской империи.
Герб рода Тизенгаузенов, имеющих титул графов Священной Римской империи, внесён в часть 12 Общего гербовника дворянских родов Всероссийской империи, на странице 39.

## Некоторые представители
рыцарская ветвь Эрла
- Энгельберт Тизенгаузен (уп. 1338) — рыцарь, владелец Эрлы и Кокенгузена, богатейший вассал рижского архиепископа и дерптского епископа, посещал папский двор в Авиньоне (17 августа 1342), где у проживавшего там в то время архиепископа Энгельберта Долена просил об отмене штрафа, наложенного на его отца и его потомков до 4-го поколения. По соглашению замок Кокенгузен, который ранее оспаривался архиепископом, оставался за Тизенгаузенами.
- Ганс Тизенгаузен (уп. 1366) по случаю своего брака с Матильдой Варендорп, дочерью любекского ратмана Тидемана Варендорфа[4]
- Сын Энгельберта, владел Эрлой, Юммерденом, поделил пополам с родственниками замок Кокенгузен. При разделе Кокенгузена ему досталось около 450 сох, упоминается как рыцарь (1375). Брак с дочерью любекского городского советника принёс ему земли и дома в Любеке в качестве приданого.
- Энгельберт Тизенгаузен (его вдова Маргарита уп. 1439) — сын Ганса, владелец Эрлы и Конгеталя, рыцарь (1408), наделён привилегией архиепископа Иоганна Валленроде и короля Сигизмунда (1417), представитель епископа Дерптского (1418), посредник между воюющими магистром Ливонского ордена и великим князем Витовтом,(1420—1422), посланник епископа дерптского в ландтагах Риги и Вольмара, 1-й советник епископа Дерптского (1424), посредник в ссоре епископа эзель-викского и Вильгельма Фаренсбаха (1426), глава рыцарства (1428), посредник между епископом курляндским и рижским капитулом (1434).

графская ветвь
- Граф Бернард Генрих Тизенгаузен (1703—1789) — эстляндский ландрат, возведён в графское достоинство Священной Римской империи (1759).
  - Барон Тизенгаузен, Иван Андреевич (Иоганн Отто) (1745—1815) — обер-гофмейстер императрицы Екатерины II, действительный тайный советник (1799)[5].
    - Граф Тизенгаузен, Павел Иванович (1774—1864) — действительный тайный советник, сенатор, мемуарист.
      - Граф Тизенгаузен, Пётр Павлович (1815—1860) — близкий друг М. Ю. Лермонтова, участник Кавказской войны. Его сестра, Наталья Павловна (1810—1899) была замужем за министром юстиции В. Н. Паниным, а Елена Павловна (1804—1890) — за генерал-лейтенантом Г. А. Захаржевскм.

    - Граф Тизенгаузен, Фёдор Иванович (1782—1805) — флигель-адъютант императора Александра I; был убит под Аустерлицем (1805). Жена: Е. М. Хитрово — дочь фельдмаршала Кутузова.
      - Одна из их дочерей, графиня Тизенгаузен, Екатерина Фёдоровна (1803—1888) — была камер-фрейлиной при трёх императрицах; кавалерственная дама ордена Св. Екатерины.
      - Другая дочь, графиня Фикельмон, Дарья Фёдоровна (1804—1863) — известна как Долли Фикельмон, хозяйка петербургского салона и автор подробного светского дневника, содержащего подробности дуэли и смерти Пушкина.
- Граф Тизенгаузен, Виктор Александрович (1842—1907) — тайный советник, обер-прокурор Гражданского кассационного департамента Сената.

баронские ветви
- Барон Тизенгаузен, Карл Карлович (1778—?)  — его жена Анна Астафьевна (урожд. фон Наундорфф) приобрела в Ямбургском уезде имение Торма (1801). Имел 6 сыновей, которые носили отчество Константинович, и трёх дочерей.
  - Барон Тизенгаузен, Лев Карлович (1810—1876) — генерал, участник Кавказских войн, 12 раз ранен. Похоронен в Храме Славы в Грузии.
  - Тизенгаузен, Орест Константинович (1821—1881)
    - Барон Тизенгаузен, Дмитрий Орестович (1872—1937) — оренбургский и вятский вице-губернатор.
- Барон Тизенгаузен, Василий Карлович (1781—1857) — декабрист.
- Барон Тизенгаузен, Богдан Карлович (1786—1854) — георгиевский кавалер, генерал-майор.
  - Барон Тизенгаузен, Евгений Богданович (1817—1875) — морской инженер, строитель Кронштадтских доков, генерал-лейтенант.
    - Барон Тизенгаузен, Евгений Евгеньевич (1860—1920) — железнодорожный инженер и политик, член Государственной думы от Московской губернии.
- Барон Тизенгаузен, Карл Егорович (1802—1887) — генерал-лейтенант, участник Русско-турецкой войны 1828—1829 гг.
- Барон Тизенгаузен, Генрих Юльевич (1843—1914) — член Государственного совета по выборам, камергер.
- Барон Тизенгаузен, Алексей Оттович — полковник Лейб-гвардии Финляндского полка, занимал должность батальонного командира 1-го военного Павловского училища (1864-1872), впоследствии командир Эстляндского пехотного полка.
- Барон Тизенгаузен, Николай Оттович (1827—1891) — тайный советник, прокурор Петроградской судебной палаты, член комиссии по составлению судебных уставов по уголовной части, окончил Императорское училище правоведения (1847), сенатор (с 1870), находился в составе особого присутствия сената по делу о Казанской демонстрации (06 декабря 1876).
- Барон Тизенгаузен, Павел Оттович (1834—1886) — тайный советник, сенатор. Жена Ольга Петровна Павлова (сестра П. П. Павлова).
- Барон Тизенгаузен, Владимир Густавович (1825—1902) — историк-востоковед, нумизмат, член-корреспондент АН.
- Барон Ганс Дидрих фон Тизенгаузен (1913—2000) — немецкий офицер-подводник, под его командованием подводная лодка U-331 потопила в районе Тобрука английский линейный корабль «Барем».
- Барон Тизенгаузен, Антон Иванович (Иоганн) — полковник (с 16.07.1797 генерал-майор, с 08.02.1799 генерал-лейтенант), шеф Нарвского гарнизонного полка.
- Барон Тизенгаузен, Яков Иванович — полковник, командир Павлоградского гусарского полка.

Родовой герб литовских Тизенгаузов

- Герхард фон Тизенгаузен (1878—1917) — архитектор. Учился в РПИ (окончил в 1907) и Париже, работал в Риге в бюро архитектора Эдмунда фон Тромповского, построил около 45 домов (1907-1910).[6]
- Тизенгаузен, Эммануил Павлович (1881—1940) — российский исследователь Арктики.
- Алексис де Тизенгаузен — директор Департамента русского искусства аукционного дома «Кристис»[7]

## Литовские Тизенгаузы
Одна из ветвей рода Тизенгаузенов в середине XVII в. поселилась в Великом княжестве Литовском, где стала писаться на польский манер Тизенгауз.
- Готард Ян Тизенгауз (ум. 1640) — воевода дерптский.
- Андрей Тизенгауз (ум. 1673) — великий ловчий литовский.
- Антоний Тизенгауз (1733—1785) — подскарбий надворный Великого княжества Литовского и один из талантливейших финансистов своего времени.
- София Тизенгауз (Тизенгаузен) (после замужества — графиня Шуазёль-Гуфье) (1790—1878) — фрейлина при дворе российского императора Александра I, писатель, мемуарист.
- Константин Тизенгауз (1786—1853) — учёный-орнитолог, владелец дворца-усадьбы в Поставах[8].
- Игнатий Тизенгауз (1760—1822) — польско-литовский аристократ, во время Отечественной войны 1812 года — один из лидеров литовских коллаборантов.

Эта ветвь рода Тизенгаузенов пресеклась в мужском колене (1880).

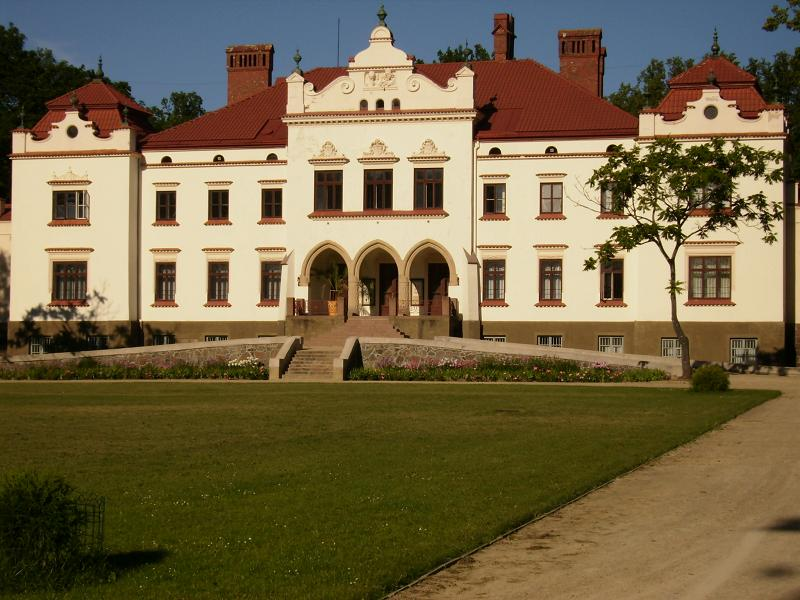
Дворец Тизенгаузов в Рокишкисе
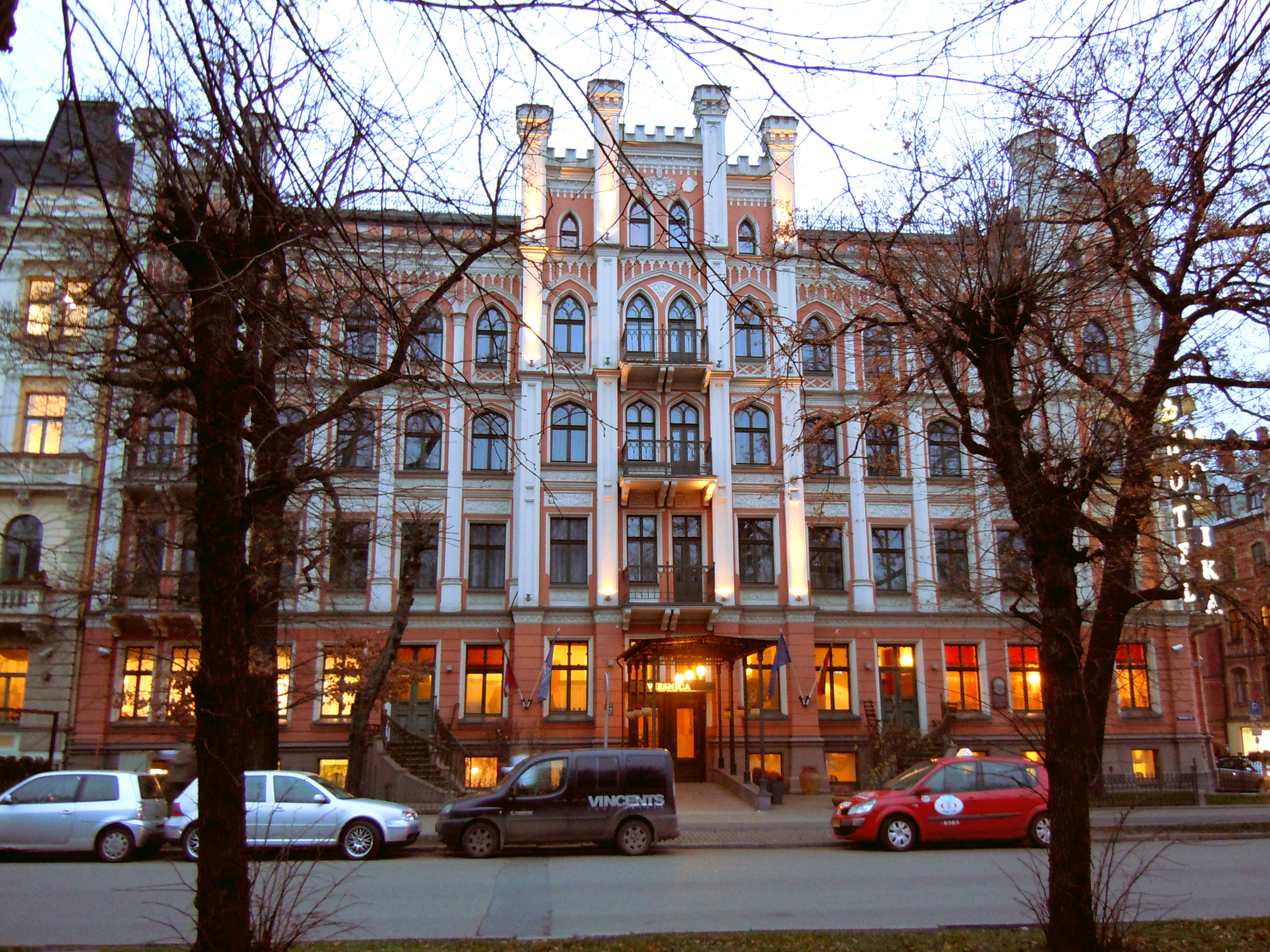
Дом Тизенгаузена в Риге
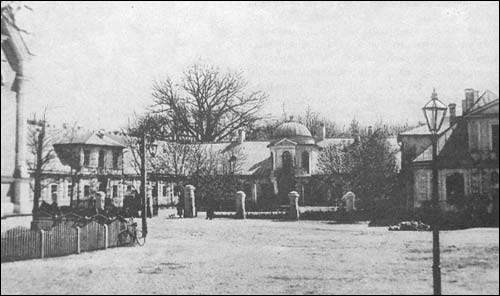
Дворец Тизенгауза в Гродно
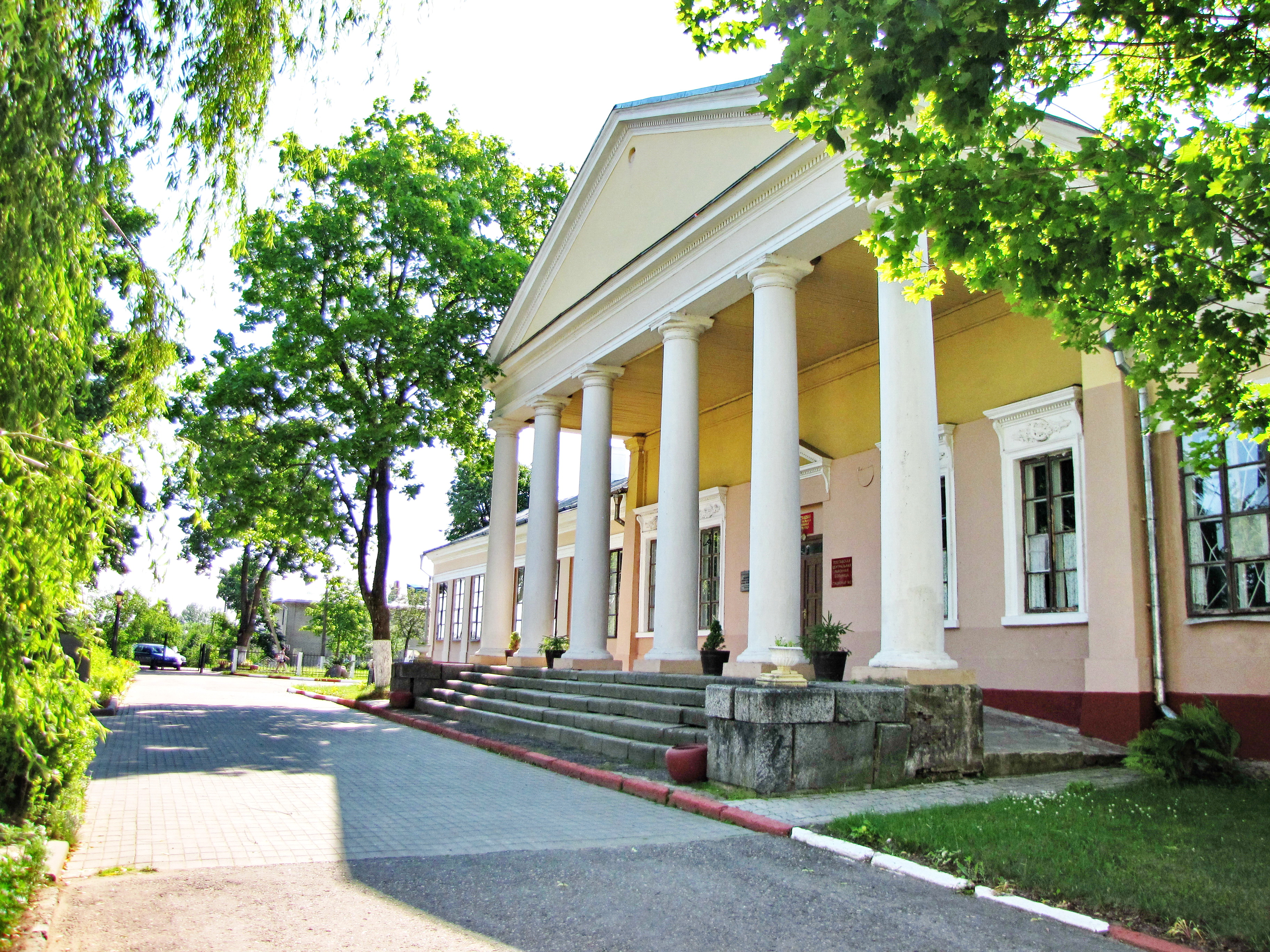
Усадьба Тизенгаузов в Поставах